# Bliźniaczki (film 2002)
Bliźniaczki (hol. De Tweeling) – holendersko-luksemburski melodramat z 2002 roku w reżyserii Bena Sombogaarta, wyprodukowany przez holendersko-luksemburskie studio RCV Film Distribution. Scenariusz powstał na podstawie powieści Tessy de Loo De Tweeling, wydanej w 1994 roku.
Zdjęcia kręcono w Amsterdamie, Hadze, Spa i Luksemburgu.
Premiera filmu miała miejsce 12 grudnia 2002 roku w Holandii. Na ekrany polskich kin film wszedł 23 września 2005 roku.

## Opis fabuły
Akcja filmu rozgrywa się w 1925 roku. Po śmierci nierozłączne dotąd sześcioletnie bliźniaczki zostają rozdzielone przez krewnych. Anna zostaje w Niemczech i trafia do surowej i mało przyjaznej rodziny wuja Heinricha i jego despotycznej żony Marthy. Chorą na gruźlicę Lottę zabierają dalecy kuzyni z Holandii.
Anna i Lotte żyją w skrajnie różnych środowiskach; Lotte dzięki opiece i miłości przybranych rodziców wyrasta na pannę z dobrego domu; uzdolnioną muzycznie i pozbawioną większych trosk. W tym samym czasie Anna pracuje ponad siły – uznana przez wujostwo za niedorozwiniętą umysłowo zostaje darmowym parobkiem na ich farmie.
Rozdzielone siostry usiłują się skontaktować, ale takiego spotkania obawiają się obie niechętne sobie rodziny. Lotte pisze do siostry mnóstwo listów; jednak dopiero po latach dowie się, że nigdy nie zostały wysłane. Setki kilometrów dalej ciotka informuje Annę, że jej siostra umarła na gruźlicę.
Dla Anny sprawy przybierają jeszcze gorszy obrót, kiedy na jaw wychodzi jej znajomość z młodym nazistą. Skatowana przez wuja, dzięki pomocy miejscowego księdza zaczyna nowe życie. W końcu siostry odkrywają prawdę o sobie: do pierwszego od lat spotkania dochodzi w przededniu wybuchu II wojny światowej. Okazuje się, że dzieli je nie tylko symboliczna granica.
Po kilkudziesięciu latach bliźniaczki spotykają się przypadkiem w belgijskim Spa. Jednak Lotte za wszelką cenę unika konfrontacji.

## Obsada
- Ellen Vogel(inne języki) jako starsza Lotte
- Gudrun Okras(inne języki) jako starsza Anna
- Thekla Reuten(inne języki) jako nastoletnia Lotte
- Nadja Uhl jako nastoletnia Anna
- Julia Koopmans(inne języki) jako mała Lotte
- Sina Richardt(inne języki) jako mała Anna
- Betty Schuurman(inne języki) jako matka Rockanje
- Jaap Spijkers(inne języki) jako ojciec Rockanje
- Roman Knizka jako Martin
- Margarita Broich jako Martha
- Ingo Naujoks(inne języki) jako wujek Heinrich Bamberg
- Barbara Auer jako Charlotte
- Jeroen Spitzenberger(inne języki) jako David
- Hans Somers jako Bram
- Hans Trentelman(inne języki) jako Meneer De Vries

i inni

## Nagrody
- 2003: Nagroda Akademii Filmowej - nominacja do Oscara w kategorii na Najlepszy film nieanglojęzyczny